# Jardin mémorial des enfants du Vél' d'Hiv'
Le jardin mémorial des enfants du Vél' d'Hiv' est un espace vert du 15e arrondissement de Paris, dans le quartier de Grenelle.

## Situation et accès
Le jardin est situé 7 rue Nélaton dans le 15e arrondissement de Paris.
Il est desservi par la ligne 6 à la station Bir-Hakeim.

## Origine du nom

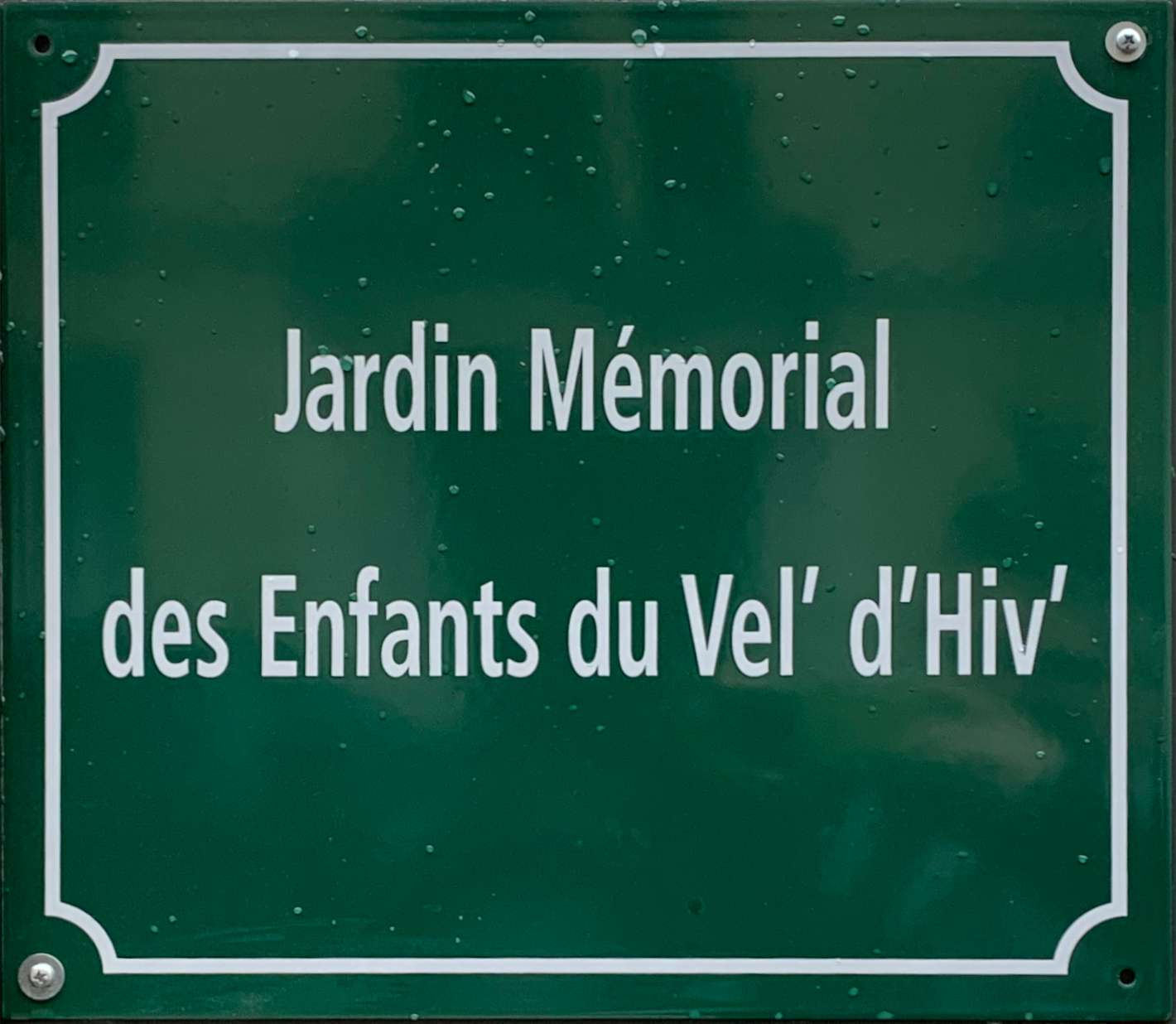
Panneau du jardin mémorial des enfants du Vél' d'Hiv'.

Ce square a été nommé en souvenir de la rafle des 16 et 17 juillet 1942, la plus grande arrestation de Juifs en France durant la Seconde Guerre mondiale.

## Historique
Il a été inauguré le 16 juillet 2017, à l'occasion du 75e anniversaire de la rafle du Vél' d'Hiv' par le président de la République, Emmanuel Macron, en présence de son initiateur Serge Klarsfeld.
Le jardin a été dessiné par l'agence Mutabilis Paysage. 

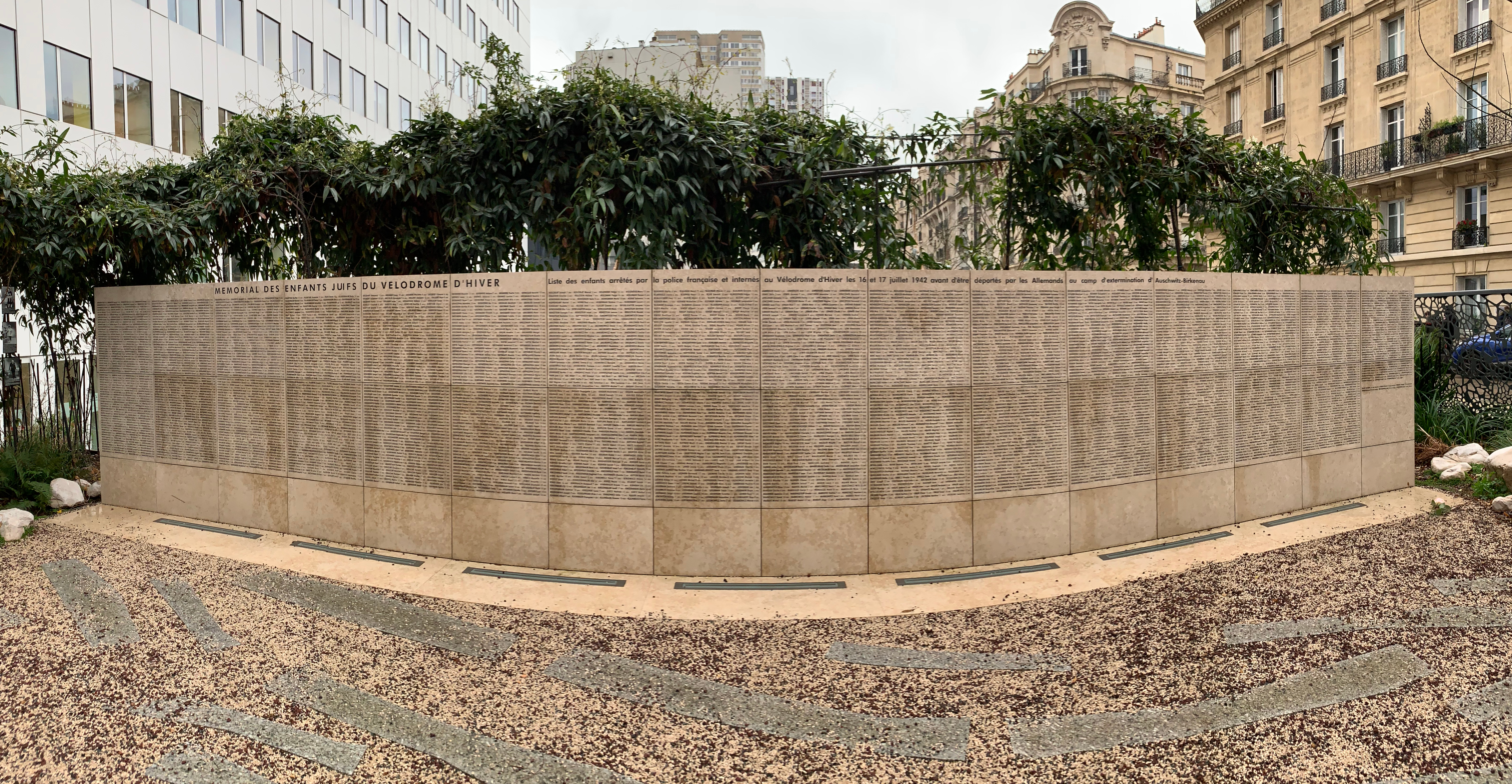
Mur des enfants déportés lors de la rafle du Vél d'Hiv'.

L'endroit est un lieu de recueillement et de souvenir dédié aux 4 115 enfants qui ont été raflés, séparés de leurs parents, déportés et exterminés à Auschwitz-Birkenau. Il a été conçu comme une pièce végétale entouré d'une treille sur laquelle poussent des grimpantes à fleurs blanches. On y trouve un grand mur en pierre calcaire où sont inscrits les noms et âges des quatre mille enfants qui ont été déportés sans retour après la rafle du Vél' d'Hiv'. Il se situe à l'emplacement de l'entrée de l'ancien vélodrome,. Une vingtaine de photos des enfants et des familles ont été mises en place sur la treille.
Le jardin est ponctué de pierres sculptées de différentes tailles qui rappellent les cailloux blancs déposés sur les tombes juives. Elles sont rassemblées par groupe dans le jardin. Leurs formes souples et arrondies amènent une dimension naturelle et viennent ainsi faire le lien entre le sol minéral et les parties plantées.